# Ben E. King
Benjamin Earl King (28 tháng 9 năm 1938 – 30 tháng 4 năm 2015), được biết tới bằng nghệ danh Ben E. King, là một ca sĩ nhạc soul, R&B và nhà sản xuất âm nhạc. Ông nổi tiếng khi trình bày và đồng sáng tác "Stand by Me""—một ca khúc nằm trong top 10 Mỹ, cả hai năm 1961 và sau đó vào năm 1986 (khi nó được sử dụng làm nhạc nền cho bộ phim cùng tên), đứng hạng nhất trong Bảng xếp hạng âm nhạc tại Anh vào năm 1987 và đứng thứ 25 trong danh sách các bài hát của RIAA trong danh sách Songs of the Century (Bài hát thế kỷ) và là ca sĩ chính của ban nhạc R&B the Drifters với đĩa đơn "Save the Last Dance for Me".

## Tiểu sử
Benjamin Earl Nelson sinh ngày 28 tháng 9 năm 1938 tại Henderson, Bắc Carolina và chuyển đến Harlem, New York khi 9 tuổi vào năm 1947. King bắt đầu hát trong ca đoàn nhà thờ và trong nhóm hình thành ở trường cấp 3 có tên là Four B’s, một nhóm doo-wop thỉnh thoảng biểu diễn tại Apollo.

## Qua đời
King qua đời tại Trung tâm Y khoa Đại học Hackensack vào ngày 30 tháng 4 năm 2015, hưởng thọ 76 tuổi. Đại diện cho biết ông bị "vấn đề về mạch vành" khi qua đời. King sống cùng người vợ Betty trong 51 năm, có 3 đứa con và sáu người cháu. Ngày 17 tháng 5, hai tuần sau khi ông qua đời, Imagine Dragons trình bày "Stand by Me" tại Billboard Music Awards để tri ân đóng góp của ông.

## Danh sách đĩa nhạc
- Spanish Harlem (1961, Atco) US: #57 UK: #30[7]
- Ben E. King Sings for Soulful Lovers (1962)
- Don't Play That Song! (1962)
- Young Boy Blues (1964)
- Ben E. King's Greatest Hits (1964)
- Seven Letters (1965)
- What Is Soul (1967)
- Rough Edges (1970, Maxwell)
- The Beginning of It All (1972, Mandala)
- Supernatural (1975, Atlantic) US: #39
- I Had a Love (1976)
- Rhapsody (1976)
- Let Me Live in Your Life (1978)
- Music Trance (1980)
- Street Tough (1980)
- Save the Last Dance for Me (1987, EMI-Manhattan)
- Stand by Me: The Ultimate Collection (1987, Atlantic) UK: #14[7]
- What's Important to Me (1991, Ichiban)
- Anthology (1993, Rhino)
- Shades of Blue (1993, Half Note)
- I Have Songs in My Pocket (1998, Bobby Susser)
- The Very Best of Ben E. King (1998, Rhino) UK: #15[7]
- Eleven Best (2001, Cleopatra)
- Person To Person: Live At The Blue Note (2003, Half Note)
- Soul Masters (2005, Digital Music Group)
- I've Been Around (2006, True Life)
- Love Is Gonna Get You (2007, Synergy)
- Heart & Soul (2010–2011, CanAm Records)
- Dear Japan (2011, United Artists)